# Kotłów
Kotłów (deutsch Kotlow, 1939–1945 Kirchberg) ist eine Ortschaft mit einem Schulzenamt der Stadt-und-Land-Gemeinde Mikstat im Powiat Ostrzeszowski der Woiwodschaft Großpolen in Polen.

## Geschichte
Anfänglich gehörte das Gebiet um Ostrzeszów und Kępno, und zwar mit dem Sitz in Kotłów, politisch zu Schlesien, wurde aber am wahrscheinlichsten um das Jahr 1146 zum Teil Großpolens. Aus dieser Zeit rührte die bis 1821 bestehende Zugehörigkeit zum Bistum Breslau.
Es gibt Spuren einer romanischen, möglicherweise von Piotr Włostowic gestifteten, Kirche aus dem 12. Jahrhundert im Dorf. Der Ort wurde im Jahr 1203 als Cotlov erstmals urkundlich erwähnt. 1266 war Cotlowo Sitz eines Kreises, der 33 Dörfer umfasste, die dem Breslauer Bischof den Zehnt zahlten. Der Ort wurde dann um 1305 im Liber fundationis episcopatus Vratislaviensis (Zehntregister des Bistums Breslau) wieder im Satz Item alii dicunt, quod iste sunt ville circa Cotlow, que solvunt decimam domino episcopo erwähnt.
Der Ortsname ist vom Personennamen Kotło mit dem besitzanzeigenden Suffix -ów, früher auch -owo, abgeleitet.
Der Ort verlor an Bedeutung zugunsten der im Jahr 1283 erstmals erwähnten Stadt Siltperch (Ostrzeszów, dt. Schildberg) und noch später im Jahr 1366 nach der Gründung der Stadt Comorow in Theutonico Mixstad (Mikstat). Er blieb aber Jahrhunderte der Sitz der nördlichsten Pfarrei des Dekanats Ostrzeszów.
1401 wurde das Gebiet von Ostrzeszów vom polnischen König dauerhaft an das Weluner Land angeschlossen. Ungefähr ab dem Jahr 1420 gehörte es der Woiwodschaft Sieradz.
Im Zuge der Zweiten Polnischen Teilung kam der Ort 1793 an Preußen. Nach dem Ende des Ersten Weltkriegs kam Kotłów zu Polen, Woiwodschaft Posen. Beim Überfall auf Polen 1939 wurde das Gebiet von den Deutschen besetzt und dem Landkreis Ostrowo im Reichsgau Wartheland zugeordnet.
1974 entstand in Kotłów eine Pfarrei der Polnisch-Katholischen Kirche (der Altkatholischen Kirche in Polen) mit der ehemalig evangelischen Filialkirche in Strzyżew. Zur Kirche gingen 2800 Personen über, bei der römisch-katholischen Pfarrei blieben um 400 Leute. 1978 bis 1981 wurde eine neue polnisch-katholische Kirche gebaut, heute eine Konkathedrale des altkatholischen Bistums Breslau und gehört interessanterweise nicht zum Dekanat Großpolen-Pommern, sondern neben der Pfarrei in Strzyżew ist sie die einzige Pfarrei des Dekanats „Niederschlesien“ außerhalb der historischen Region Niederschlesien.
Von 1975 bis 1998 gehörte Kotłów zur Woiwodschaft Kalisz.

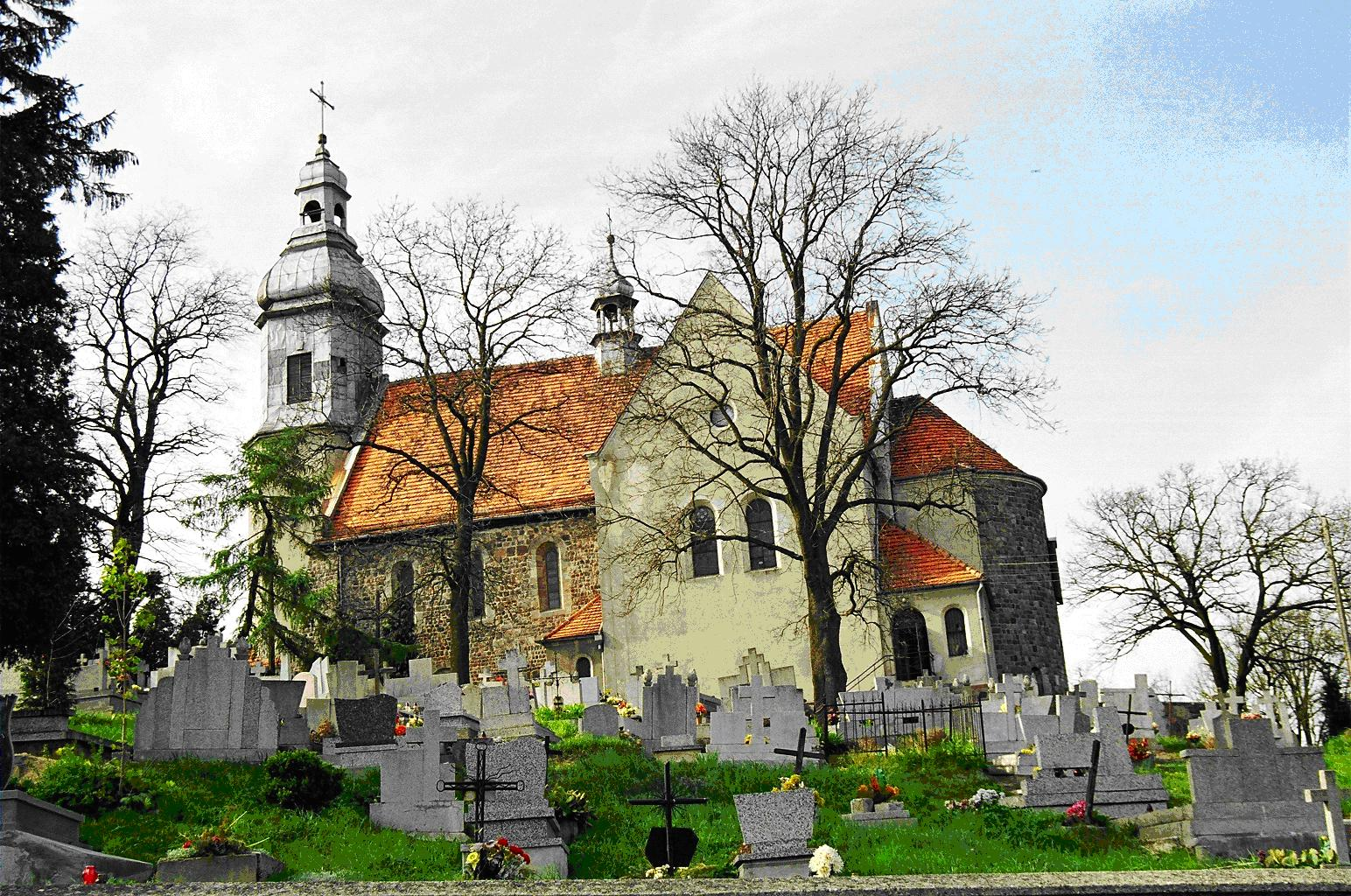
Römisch-katholische Kirche
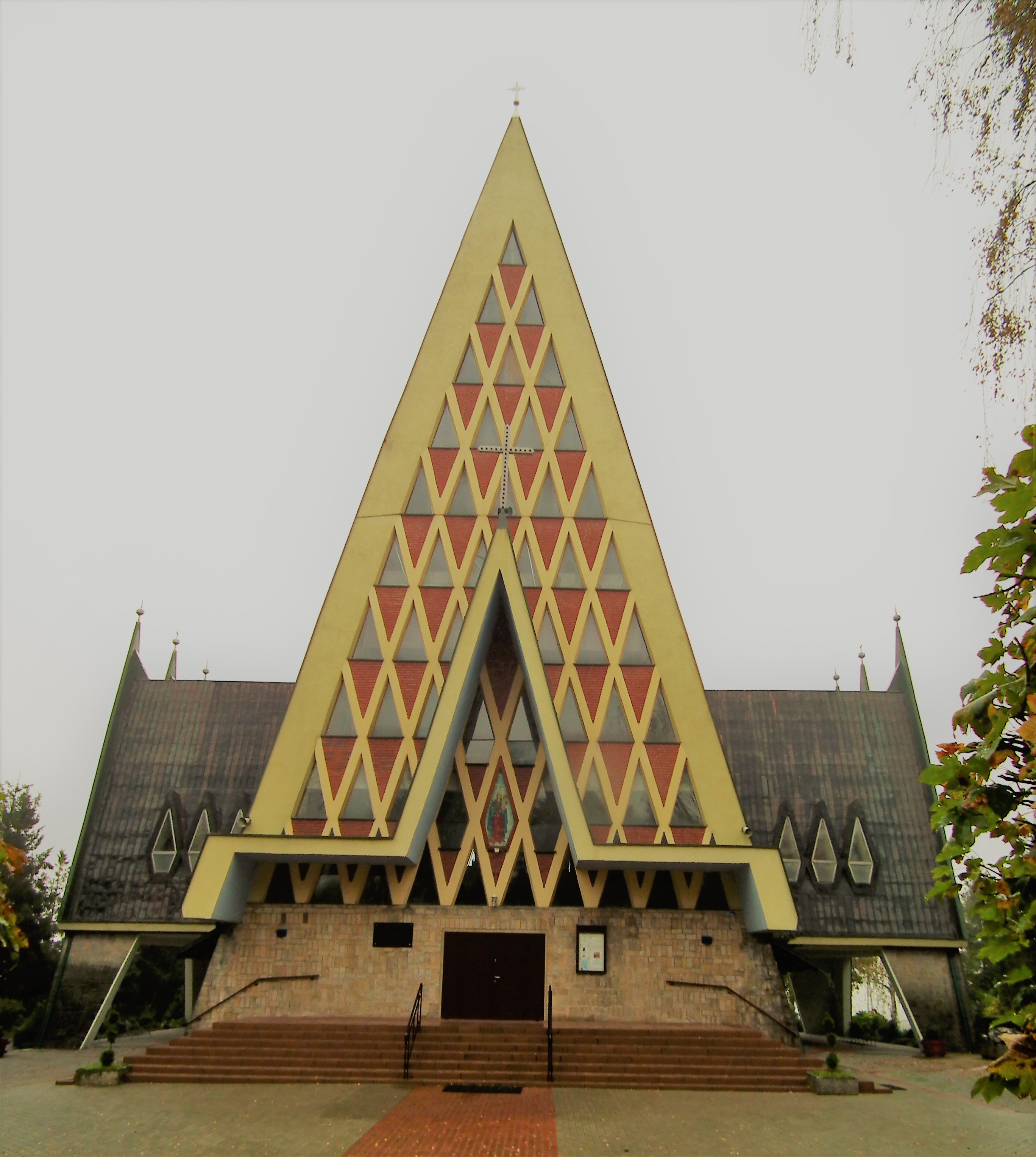
Polnisch-katholische Konkathedrale

## Persönlichkeiten
- Josef Kurzawski (1870–1925), römisch-katholischer Priester und Reichstagsabgeordneter